# Gilles Reingot
Gilles Reingot noto anche come Gillequin de Bailleul, (fl. XVI secolo) è stato un compositore fiammingo del Rinascimento, attivo nel periodo 1501 - 1530. Fu molto in relazione con il compositore Pierre de La Rue.

## Biografia
Dopo aver servito in adolescenza come sommelier di Carlo V, entrò a far parte della grande chapelle di Filippo I. La sua prima apparizione nei documenti della Corte è del 1501, prima del viaggio di Filippo in Spagna. Reingot seguì il re nel suo viaggio, al seguito della Cappella musicale che era una delle più importanti del tempo in Europa. Essi rimasero in Spagna per parte del 1502 e tornarono in Francia alla fine dell'anno.
Reingot seguì il re anche nel suo secondo viaggio in Spagna, viaggio che si rivelò fatale per il re e per la salute mentale di sua moglie, Giovanna la Pazza. Nel settembre 1506, quando Filippo morì in Spagna a causa di una febbre, molti dei cantori della grande chapelle partirono, la maggior parte con direzione Francia o Paesi Bassi, ma Reingot fu uno dei pochi a rimanere, assieme a Pierre de La Rue. Negli anni seguenti seguirono Giovanna nel bizzarro viaggio attraverso la Castiglia, cantando ogni notte un requiem sulla salma di Filippo, trasportata assieme a loro in una bara, finché Ferdinando II, padre di Giovanna, non fece imprigionare la figlia nella fortezza di Tordesillas ponendo termine al macabro rito e dando sepoltura alla salma del povero Filippo.
Dal 1509, Reingot tornò al nord presso la Cappella di Carlo V, dove rimase fino al 1530. Nessuna sua notizia si ha dopo questa data.

## Musica
Anche se la produzione di Reingot potrebbe essere stata più abbondante, solo due sono i pezzi superstiti attribuiti a lui: un mottetto a quattro voci sull'antifona mariana Salve regina ed una chanson a quattro voci, Fors seulement, basata su una melodia di Johannes Ockeghem. La versione di Reingot, presente nella raccolta Canti C pubblicata da Petrucci, utilizza il tema superius di Ockeghem trasposto una ottava sotto nella voce del tenore e le altre tre voci si muovono velocemente attorno ad essa in maniera contrappuntistica.